# Elecció papal de 1276 (setembre)
L'elecció papal de setembre de 1276 és l'única tercera elecció papal en un mateix any, el 1276, que rep el sobrenom d'Any dels quatre papaes. També va ser la primera elecció papal que no era un conclave després de l'elecció papal de 1268-1271.

## Elecció de Joan XXI

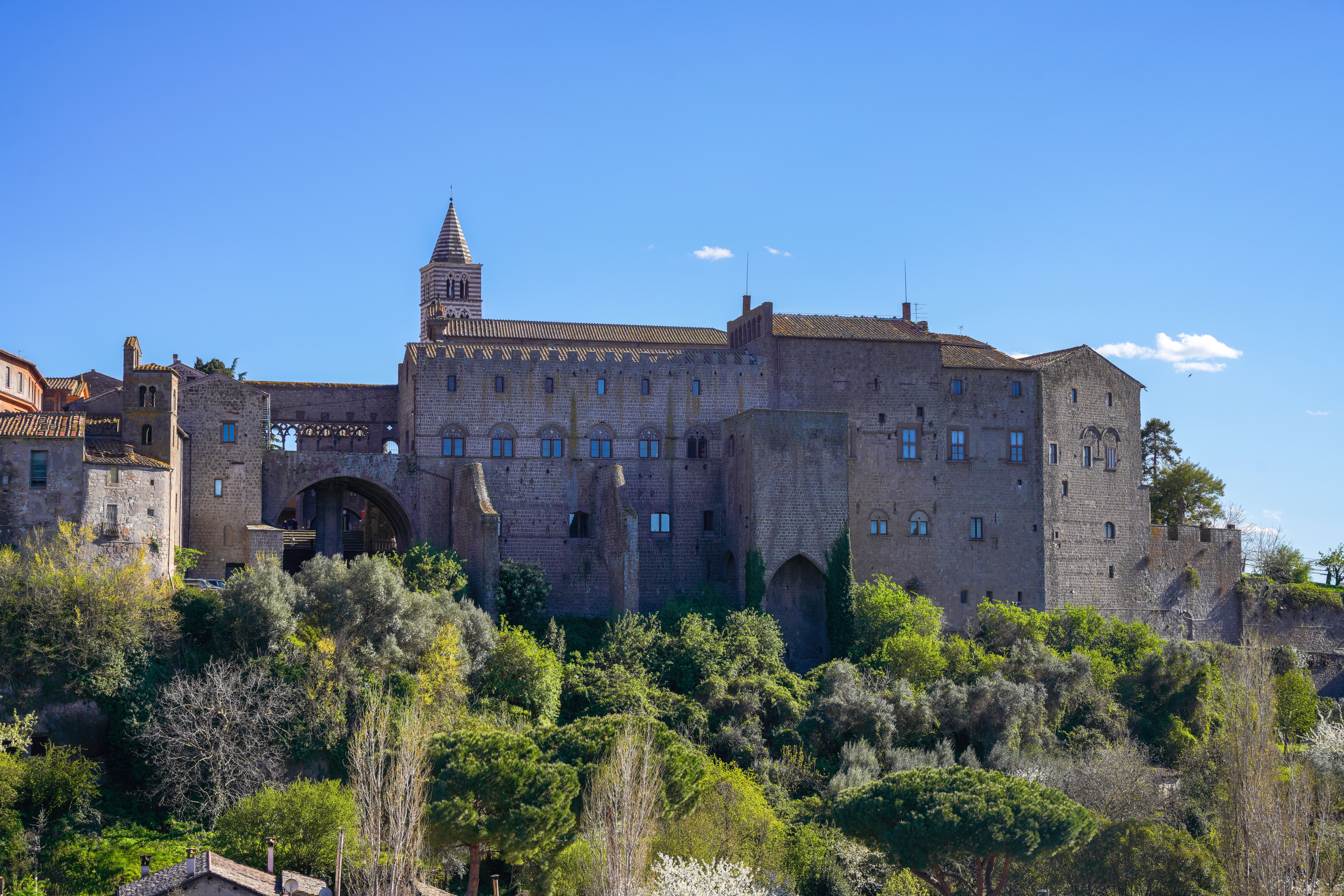
Palau dels papes de Viterbo

El Papa Adrià V va morir el 18 d'agost de 1276A Viterbo, després d'un pontificat de només 38 dies i sense haver estat consagrat. L'únic acte del seu pontificat va ser la suspensió de la constitució Ubi periculum sobre el conclave.
Hi ha dubtes sobre el nombre de cardenals que es van reunir a Viterbo a la mort d'Adrià V, però se sap que no hi havia Simon de Brion (legat a França) ni el cardenal Vicedomino de Vicedominis, i potser tampoc Riccardo Annibaldi, que estaven a Roma per la seva malaltia. La resta dels cardenals van decidir esperar a la seva arribada. Vicedomino es va unir als electors a principis de setembre, i l'elecció va començar. No obstant això, el cardenal Vicedominis es va posar greument malalt, i va morir el 6 de setembre.
No se sap si hi havia nou o deu electors més, perquè no se sap si el cardenal Annibaldi va participar o no. Sí se sap que es van dividir en dos grups, els francesos i els italians, però cap grup tenia prous vots per elegir el seu propi candidat. Seguint el consell de Giovanni Gaetano Orsini els cardenals finalment van elegir a un cardenal neutre que provenia de Portugal: Pedro Julião, bisbe de Frascati. Les cròniques contemporànies no es posen d'acord sobre la data de la seva elecció: unes diuen que va ser el 8 i altres el 17 de setembre. El més probable és que fos el 15 de setembre.
A causa d'errors en la numeració dels papes anomenats "Joan" al catàlegs de l'època, l'escollit va prendre el nom de Papa Joan XXI, encara que no va haver-hi mai un Papa Joan XX. Va ser coronat solemnement pel seu gran elector Orsini el 20 de setembre.

## Llegenda sobre Gregori XI

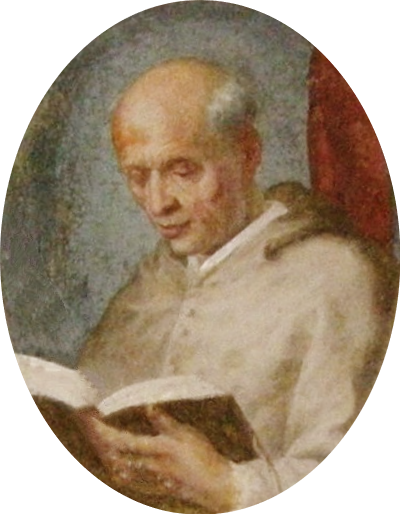
Cardenal Vicedominus de Vicedominis.

D'acord amb un recompte posterior creat probablement en els cercles eclesiàstics de Piacenza i popularitzat pels historiadors franciscans, el cardenal Vicedomino de Vicedominis, bisbe de Palestrina i aparentment degà del Col·legi Cardenalici, va ser escollit papa el 5 de setembre i va prendre el nom de Gregori XI en honor del seu oncle Papa Gregori X, però va morir poques hores després de la seva elecció, abans que pogués ser proclamat. Aquest relat sembla que es menciona per primera vegada en un text del cronista del segle xvii de l'orde dels Frares Menors Luke Wadding, i després va ser incorporat per P. Campi en la seva Historia ecclesiastica di Piacenza (1659), i després per Agustino Oldoini en la seva edició del 1677 de l'obra d'Alphonsus Ciacconius Vitæ et res gestæ Pontificum Romanorum et S.R.E. Cardinalium, i després per altres autors.
Aquesta història, tot i que ha estat repetida per alguns autors notables com Lorenzo Cardella, Gaetano Moroni i més recentment Francisco Burkle-Young, té diversos punts febles. Els relats de l'època no diuen res sobre un "Papa electe Gregori XI". La seva elecció no ha estat mai registrada per cap crònica, i tampoc el Papa Joan XXI a la butlla on anuncia la seva elecció, fa cap referència a aquest fet. En canvi, s'esmenta explícitament a Adrià V com el seu predecessor directe. La necrologia medieval de la catedral de Piacenza registra només: obiit Vicedominus quondam ep. Paenestrinus anno 1276..., sense cap tipus d'al·lusió a la seva elecció al papat. També són falsos o almenys dubtosos, altres detalls de la història: Vicedomino aparentment fou escollit per les pressions del seu parent, el cardenal-bisbe de Savina Giovanni Visconti, que no existia en aquest moment. La suburbicaria de Savina estava ocupada per Bertrand de Saint-Martin, que està ben testificat en els documents de la cúria fins al 1277. Tampoc sembla exacta l'afirmació que Vicedomino va ser degà del Col·legi Cardenalici, ja que en les butlles de Gregori X, sempre és precedit per Pedro Juliani.
Tots aquests fets indiquen, que la història del "Papa electe, Gregori XI" és bastant poc probable que sigui certa. Sembla una ficció piadosa relacionada amb la candidatura de Vicedomino en aquestes eleccions, que l'estiu del 1276 fou comptat entre els papables.

## Electors
| Elector                         | Origen                     | Orde i títol                                    | Elevat           | Elevador          | Notes                                                                       |
| ------------------------------- | -------------------------- | ----------------------------------------------- | ---------------- | ----------------- | --------------------------------------------------------------------------- |
| João Pedro Julião               | Portugal                   | Cardenal-Bisbe de Frascati                      | 3 juny 1273      | Papa Gregori X    | Elegit Papa Joan XXI                                                        |
| Bertrand de Saint-Martin O.S.B. | França                     | Cardenal-bisbe de Sabina                        | 3 juny 1273      | Papa Gregori X    |                                                                             |
| Simone Paltanieri               | Monselice, a prop de Pàdua | Cardenal-prevere de Ss. Silvestro e Martino     | 17 desembre 1261 | Papa Urbà IV      | Protoprevere                                                                |
| Anchero Pantaleone              | França                     | Cardenal-prevere de S. Prassede                 | Maig 1262        | Papa Urbà IV      | Nebot d'Urbà IV                                                             |
| Guillaume de Bray               | França                     | Cardenal-prevere de S. Marco                    | Maig 1262        | Papa Urbà IV      |                                                                             |
| Riccardo Annibaldi              | Roma                       | Cardenal-diaca de S. Angelo in Pescheria        | 1238             | Papa Gregori IX   | Protodiaca, arxipreste de la Basílica Vaticana i protector dels Agustinians |
| Giovanni Gaetano Orsini         | Roma                       | Cardenal-diaca de S. Nicola in Carcere Tulliano | 28 maig 1244     | Papa Innocenci IV | Inquisidor general i protector dels Franciscans; futur Papa Nicolau III     |
| Giacomo Savelli                 | Roma                       | Cardenal-diaca de S. Maria in Cosmedin          | 17 desembre 1261 | Papa Urbà IV      | Futur Papa Honori IV                                                        |
| Goffredo da Alatri              | Alatri                     | Cardenal-diaca de S. Giorgio in Velabro         | 17 desembre 1261 | Papa Urbà IV      |                                                                             |
| Matteo Rosso Orsini             | Roma                       | Cardenal-diaca de S. Maria in Portico           | Maig 1262        | Papa Urbà IV      | Nebot del Papa Nicolau III                                                  |

### Morts
| Elector                   | Nacionalitat | Orde i títol                 | Elevat      | Elevador       | Notes                                                   |
| ------------------------- | ------------ | ---------------------------- | ----------- | -------------- | ------------------------------------------------------- |
| Vicedomino de Vicedominis | Piacenza     | Cardenal-bisbe de Palestrina | 3 juny 1273 | Papa Gregori X | nebot del Papa Gregori X; mort el 6 de setembre de 1276 |

### Absents
| Elector        | Origen | Orde i títol                   | Elevat           | Elevador     | Notes                                         |
| -------------- | ------ | ------------------------------ | ---------------- | ------------ | --------------------------------------------- |
| Simon de Brion | França | Cardenal-prevere de S. Cecilia | 17 desembre 1261 | Papa Urbà IV | Legat al Regne de França; futur Papa Martí IV |